# Claude Dauphin

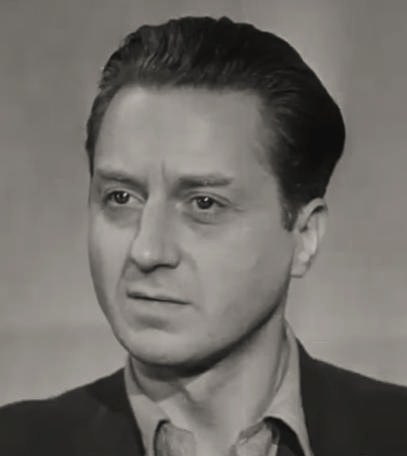
Claude Dauphin in A Salute to France (1944)

Claude Dauphin (* 19. August 1903 in Corbeil-Essonnes; † 16. November 1978 in Paris) war ein französischer Schauspieler.

## Leben
Der Sohn des Dichters Franc-Nohain begann als Dekorateur, bevor er in einem Stück von Tristan Bernard sein Bühnendebüt gab. Zumeist in den Rollen charmanter und eleganter Herren vertrat er den Franzosen im Hollywood-Kino. Sein Leinwanddebüt gab er als Joannis in La Fortune (1931). Berühmt wurde er durch die Hauptrolle des Jean Durand im von Henri-Georges Clouzot geschriebenen und von Richard Pottier inszenierten Film Revolte der Rebellen (1939). In Raymond Bernards Jean-Anouilh-Verfilmung Schloß der Liebe spielte Dauphin die drei Hauptrollen (Léandre, Hubert & Georges) und in Henri Decoins Herzklopfen (1940) den Diplomaten Pierre de Rougemont an der Seite von Danielle Darrieux. Weitere Hauptrollen hatte er bei Marc Allégret (Das schöne Abenteuer, 1942) und neben Lilli Palmer im britischen Film English Without Tears (1943). 1945 hatte er die Titelrolle in Cyrano de Bergerac inne. 1952 war er neben Simone Signoret in Goldhelm als Félix Leca zu sehen.
Im Jahr 1950 folgte sein US-Debüt in Robert Siodmaks Abgeschoben. 1952 war er der Partner von Doris Day in April in Paris. 1952 spielte er mit Claire Bloom in Innocents in Paris und mit Bing Crosby in Einmal wird die Sonne wieder scheinen. Es folgten Rollen in zahlreichen US-amerikanischen Fernsehserien. Joseph L. Mankiewicz engagierte ihn für Der stille Amerikaner, Val Guest für The Full Treatment und schließlich drehte er in seiner Heimat Brennt Paris? (1966). Zu seinen späteren Rollen zählt auch der Maurice Dalbret in Stanley Donens Zwei auf gleichem Weg (1967).
Neben seinem ebenfalls schauspielernden Sohn Jean-Claude Dauphin (* 1948) aus der Ehe mit Maria Mauban trat er unter der Regie von Bernard Toublanc-Michel in Tanjas Geliebter (1968) auf. Im selben Jahr kam er auch als Erden-Präsident in Roger Vadims Barbarella zum Einsatz. Seine letzte Rolle hatte er 1978 als Albert Carreaud, der den Liebenden Henri Guybet und Claude Jade als Deus ex machina in Ein Pauker zum Verlieben zum Glück verhilft.

## Filmografie (Auswahl)
- 1940: Diebe und Liebe (Battement de cœur)
- 1942: Eine Frau verschwindet (Une femme disparaît)
- 1948: Van Gogh
- 1950: Abgeschoben (Deported)
- 1951: Goldhelm (Casque d’or)
- 1952: April in Paris
- 1957: Vier Pfeifen Opium (The Quiet American)
- 1962: Der Teufel und die Zehn Gebote (Le Diable et les Dix Commandements)
- 1963: Chagall (Dokumentar-Kurzfilm)
- 1965: Lady L
- 1965: Mord im Fahrpreis inbegriffen (Compartiment tueurs)
- 1966: Brennt Paris? (Paris brûle-t-il?)
- 1966: Grand Prix
- 1966: Heißes Pflaster für Spione (Da Berlino l’apocalisse)
- 1967: Zwei auf gleichem Weg (Two for the Road)
- 1967: Lamiel – ich liebe die Liebe (Lamiel)
- 1968: Barbarella
- 1968: Tanjas Geliebter
- 1969: Der Killer und die Dirne (Hard Contract)
- 1969: Die Irre von Chaillot (The Madwoman of Chaillot)
- 1970: Affäre in Berlin (Berlin Affair)
- 1972: Die schönste Soirée meines Lebens (La più bella serata della mia vita)
- 1973: Rendezvous zum fröhlichen Tod (Au rendez-vous de la mort joyeuse)
- 1975: Der Tolpatsch mit dem sechsten Sinn (La course à l’échalotte)
- 1975: Nachtblende (L’important c’est d’aimer)
- 1975: Unternehmen Rosebud (Rosebud)
- 1976: Mado
- 1976: Der Mieter (Le locataire)
- 1977: Madame Rosa (La vie devant soi)
- 1978: Ein Pauker zum Verlieben (Le pion)